# Отакринг
Отакринг је шеснаести округ града Беча.